# لقط اللآلئ المتناثرة في الأحاديث المتواترة
لقط اللآلئ المتناثرة في الأحاديث المتواترة، وهو كتاب من تصنيف الشيخ أبي الفيض محمد المرتضى الزبيدي، صاحب كتاب تاج العروس من جواهر القاموس، وهو علامة بعلم الحديث واللغة العربية والأنساب ومن كبار المصنفين في عصره، ولد عام 1145 هـ/1732م، في بلدة بلجرام في الهند، ونشأ في زبيد باليمن، ورحل إلى الحجاز، وأقام بمصر. وأصله من واسط في العراق. وتوفي بالطاعون في مصر، عام 1205هـ/1790م.
والكتاب من الكتب الإسلامية التي تتناول موضوع الأحاديث النبوية المتواترة، والخبر المتواتر هو الذي ذكره الأصوليون دون المحدثين، فيما عدا أبابكر الخطيب البغدادي، فإنه ذكره تبعا للمذكورين، وإنما لم يذكره المحدثون لأنه لا يكاد يوجد في روايتهم، ولا يدخل في صناعتهم، والمتواتر من الحديث النبوي لا يبحث عن صحة رجاله بل يجب العمل به من غير بحث، لأيجابه اليقين، من حالة كثرة الطرق، وإحالة العادة على تواطئهم على الكذب.
ويحوي الكتاب إحدى وسبعين حديثا نبويا متواترا عن النبي محمد، أولها حديث: «إن الحياء من الإيمان»، وآخرها حديث : «من كذب علي متعمدا فليتبوأ مقعده من النار».